# Битва при Бенгази
Битва при Бенгази (20 октября 1911 — 18 октября 1912) была битвой во время итало-турецкой войны, когда Италия начала захват Триполитании, принадлежавшей Османской империи. По итогу битвы Бенгази был захвачен Италией.

## Битва
19 октября итальянский флот начал бомбардировку города. Бомбардировке подверглись пляж Джулиана, турецкие казармы в Берке, крепость Берка, турецкий арсенал и резиденция губернатора. Тем временем 800 итальянских пехотинцев высадились на пляже Джулиана и установили артиллерийскую батарею на возвышенности. Турки быстро контратаковали итальянцев, заняв позиции на узкой полосе земли к югу от города между мысом Бускайба на берегу и солёным озером на востоке. Итальянцы отибили контратаку огнём морской артиллерии. В это время итальянский десант принял попытку захватить таможенную пристань, но был отбит турками. После ухода с пристани итальянцы начали бомбардировку района с кораблей.
Итальянские морские пехотинцы построили причалы, чтобы пришло подкрепление в виде пехоты. Первым на берег высадился генерал Джованни Амельяно с пехотой, принял на командование и дал приказ наступать вглубь острова. Возле мыса Бускайба итальянцы не смогли пробить скопление турок, так как проход был узким, наступление остановилось. Следующим прибыл Оттавио Бриккола с солдатами 4-го и 63-го пехотных полков, которые смогли выбить турок. Бриккола продолжил наступление, атакуя Берку с двух сторон при поддержке итальянских кораблей. Были ожесточённые бои в маленьком городе Сиди-Дауб. К вечеру турки покинули Берку, однако, итальянцы решили не идти за противником в Бенгази, а закрепиться на своих позициях, получая дополнительное подкрепление.
Итальянский флот продолжил бомбардировку Бенгази и турецкая армия в городе сдалась подняв белый флаг. 20 октября итальянцы без сопротивления заняли Бенгази.

## Последствия
Итальянские войска не стали продвигаться вглубь территорий Ливии, а в декабре 1911 года стало понятно, что война зашла в тупик. Турецкие войска предпринимали безуспешные атаки на укреплённые позиции итальянцев. Так же к атакам на итальянские позиции присоединились арабы, находящиеся под управлением турок.
12 марта 1912 года произошла «битва при Двух Пальмах» (La bataglia delle Due Palme), в которой генерал Амельяно подержал победу над силами арабов. Битва смогла открыть Италии возможность дальнейшего наступления.